# Pietro I di Arborea
Pietro I di Arborea (Oristano, ... – Pisa o Oristano, 1206) fu giudice di Arborea dal 1185 al 1195.

## Biografia
Apparteneva alla dinastia dei Lacon Serra. 
Figlio del precedente giudice Barisone I di Arborea, prese il potere nel 1185 dopo la sua morte a seguito della nomina da parte della Corona de Logu. 
Tuttavia la giudicessa Agalbursa, moglie di Barisone e figlia di Ugo Poncho de Cervera, visconte di Bas, sostenne i diritti di Ugone Ponzio di Bas, figlio del visconte di Bas e della figlia maggiore di Barisone, Sinispella. Secondo gli studiosi, seguì un periodo oscuro in cui pare che per ottenere il trono Pietro I si sia alleato con Pisa, mentre Ugone, consigliato da Agalbursa, con Genova. Ne seguì una sorta di condominio in cui entrambi i sovrani avevano la pienezza dei poteri mantenendo però l'unità dello Stato. Secondo l'uso bizantino comandava l'autocrator cioè Pietro, poiché Ugone era minorenne. Nel 1195 Pietro fu sconfitto da Guglielmo I Salusio IV di Cagliari e catturato assieme al figlio Barisone II. Ugone invece scappò assieme al vescovo Giusto, Oristano fu distrutta assieme alla cattedrale. Salusio IV si fece incoronare, ma senza approvazione ecclesiastica. 
Pietro muore nel 1206 prigioniero o a Oristano o a Pisa.